# Bia (serial)
Bia este un serial argentinian ce vine în continuarea serialelor Violetta și Soy Luna, ce a fost lansat pe 24 iunie 2019. Este produs de Pegsa Grup, și Non-Stop, în co-producție cu Disney Channel Europa, Orientul Mijlociu și Africa. Acest serial este scris de Gabriela Fiore, Jorge Edelstein, Marina Efron și Laura Farhi, în regia lui Jorge Bechara și Daniel De Filippo.
În România, serialul a apărut pe 4 noiembrie 2019 pe Disney Channel România. 
Actorii principali sunt Isabela Souza, Julio Pena, Andrea de Alba și Guido Messina.
Pe 10 septembrie 2018 au inceput înregistrările primului sezon care va avea ca piesa principala melodia "Asi yo soy" (Așa eu sunt), cântată de protagonista serialului, Bia.

## Intriga
Intriga se concentrează pe un grup de tineri creatori de conținut online care vor să își dezvolte și să își împărtășească talentele lor în Fundom, un spațiu în care se vor forma noi prietenii, iubiri, dar și dificultăți.

## Personaje

### Personajele principale
| Nume personaj | Personaj                 | Rol                | Numele actorului | Locul nașterii |
| ------------- | ------------------------ | ------------------ | ---------------- | -------------- |
| Bia           | Bia Urquiza              | Personaj principal | Isabella Souza   | Brazilia       |
| Manuel        | Manuel Gutiérrez Quemola | Personaj principal | Julio Peña       | Spania         |
| Alex          | Alex Gutiérrez           | Personaj principal | Guido Messina    | Argentina      |
| Carmin        | Carmín Laguardia         | Personaj principal | Andrea de Alba   | Mexic          |

### Personaje secundare
| Nume personaj | Personaj             | Numele actorului              | Locul nașterii |
| ------------- | -------------------- | ----------------------------- | -------------- |
| Aillen        | Aillen               | Valentina González            | Argentina      |
| Alice         | Alice                | Estela Ribeiro                | Brazilia       |
| Ana           | Ana/Helena Urquiza   | Gabriela di Greco             | Brazilia       |
| Antonio       | Antonio Gutiérrez    | Sergio Surraco                | Argentina      |
| Celeste       | Celeste              | Agustina Palma                | Argentina      |
| Charly        | Charly               | Sebastián Sinnott             | Argentina      |
| Chiara        | Chiara Callegri      | Giulia Guerrini               | Italia         |
| Daisy         | Daisy Durant         | Micaela Díaz                  | Argentina      |
| Guillermo     | Guillermo Ruíz       | Esteban Velásquez             | Venezuela      |
| Indy          | Indy House           | Simón Tobías                  | Argentina      |
| Jandino       | Jandino              | José Andrés Chiluiza Calderón | Ecuador        |
| Jazmín        | Jazmín Carbajal      | Katja Martínez                | Argentina      |
| Jhon          | Jhon Caballero       | Luis Giraldo                  | Columbia       |
| Kevsho        | Kevsho               | Kevin                         | Argentina      |
| Luan          | Luan                 | André Lamoglia                | Brazilia       |
| Lucía         | Lucía                | Mirela Payret                 | Spania         |
| Mara          | Mara Morales         | Julia Arguelles               | Mexic          |
| Marcos        | Marcos Golden        | Rodrigo Rumi                  | Argentina      |
| Mariano       | Mariano Urquiza      | Alejandro Botto               | Argentina      |
| Milo          | Milo                 | Santiago Sapag                | Argentina      |
| Paula         | Paula Gutiérrez      | Mariela Pizzo                 | Argentina      |
| Pietro        | Pietro Benedetto     | Alan Madanes                  | Argentina      |
| Pixie         | Pixie                | Daniela Trujillo              | Columbia       |
| Sebastián     | Sebastián Villalobos | Sebastián Villalobos          | Columbia       |
| Thiago        | Thiago               | Rhener Freitas                | Brazilia       |
| Víctor        | Víctor Gutiérrez     | Fernando Dente                | Argentina      |

## Producție
Filmarea seriei a fost confirmată pe 10 septembrie 2018. Acesta este produs de Pegsa și Non-Stop la Disney Channel America Latină și produs în colaborare cu Disney Channel Europa, Orientul Mijlociu și Africa. Acesta este regizat de Jorge Bechara și Daniel De Felippo. Actorii din primul sezon au fost dezvaluiti pe 21 august 2018.

## Dublajul în limba română
Dublajul a fost realizat de studiourile Ager Film:
- Bianca Mihaela Lixandru (Bibi) - Beatriz "Bia" Urquiza
- Thomas Wissenburg - Manuel Gutierrez
- Ana Udroiu - Ana/Helena Urquiza
- Gino Kalamar - Victor Gutierrez
- Anca Florescu - Carmin Laguardia
- Robert Dan Trifan - Alex Gutierrez
- Cătălina Chirțan - Celeste Quinterro
- Jennifer Dumitrașcu - Chiara Callegri
- Irina Dimitropol - Isabel "Pixie" Ocaranta
- Costina Ciuciulică - Daisy Durant, Paula Gutierrez
- ?? - Mara Morales
- Radu Chirțan - Pietro Benedetto
- Adi Dima - Thiago Kunst
- Radu Moreanu - Marcos Golden
- Andrei Armășelu - Guillermo Ruiz
- ?? - John Caballero
- Andra Gogan - Aillen
- Luca Fumuru - Jandino
- Ciprian Cojenel - Antonio Gutierrez
- Irina Velcescu - Alice Urquiza
- Adrian Cinglenean - Mariano Urquiza
- Cristian Neacșu - Luan, alte voci
- Claudia Prec - Jazmin Carbajal
- Răzvan Gogan - Charly
- Dan Burghelea - Milo
- Dan Tache - Hugo Landa "Indy House"
- Denis Nadoliu - Lucas Gutierrez
- Yasen Yasen - Marcelo
- Alexandra Anghel - Valeria
- Alina Teianu - Julia
- Gabriela Valentir - Florencia
- Viorel Păunescu - Claudio
- Ana Săndulescu - Soledad
- Georgeta Drăgan - Delfina "Delfi" Alzamendi
- Gabriel Costin - Juan
- Mihai Descălescu - Sebastian Villarobos

Regia: Dan Burghelea
Inginer de sunet: Răzvan Păzitor

## Difuzare în România
| Sezon | Sezon | Episoade | ARG            | ARG              | România          | România    |
| Sezon | Sezon | Episoade | Început        | Sfârșit          | Început          | Sfârșit    |
| ----- | ----- | -------- | -------------- | ---------------- | ---------------- | ---------- |
|       | 1     | 60       | 24 iunie 2019  | 8 noiembrie 2019 | 4 noiembrie 2019 | 1 mai 2020 |
|       | 2     | 60       | 16 martie 2020 | 24 iulie 2020    | 2 noiembrie 2020 | 3 mai 2021 |

## Lansări internaționale
| Țări | Canale                         | Sezon 1            | Sezon 2           | Titlul |
| --- | ------------------------------ | ------------------ | ----------------- | ------ |
| Argentina Bolivia Chile Columbia Costa Rica Cuba Ecuador El Salvador Guatemala Haiti Honduras Nicaragua Mexic Panama Paraguay Peru Republica Dominicană Uruguay Venezuela | Disney Channel Latinoamérica   | 24 iunie 2019      | 16 martie 2020    | Bia    |
| Brazilia | Disney Channel Brasil          | 24 iunie 2019      | 16 martie 2020    | Bia    |
| Spania | Disney Channel España          | 16 septembrie 2019 | 13 aprilie 2020   | Bia    |
| Italia | Disney Channel Italia          | 23 septembrie 2019 | 21 iulie 2021     | Bia    |
| Elveția | Disney Channel Italia          | 23 septembrie 2019 | 21 iulie 2021     | Bia    |
| Portugalia | Disney Channel Portugal        | 7 octombrie 2019   | 5 octombrie 2020  | Bia    |
| ISR | Disney Channel Israel          | 3 noiembrie 2019   | 5 iulie 2020      | ביה    |
| România | Disney Channel România         | 4 noiembrie 2019   | 2 noiembrie 2020  | Bia    |
| Cehia | Disney Channel Česká republika | 4 noiembrie 2019   | 9 noiembrie 2020  | Bia    |
| Ungaria | Disney Csatorna Magyarország   | 4 noiembrie 2019   | 9 noiembrie 2020  | Bia    |
| Slovacia | Disney Channel Slovacia        | 4 noiembrie 2019   | 9 noiembrie 2020  | Bia    |
| Bulgaria | Disney Channel Bulgaria        | 4 noiembrie 2019   | 2 noiembrie 2020  | Bia    |
| Polonia | Disney Channel Polska          | 11 noiembrie 2019  | 9 noiembrie 2020  | Bia    |
| Franța | Disney Channel France          | 6 ianuarie 2020    | 5 martie 2021     | Bia    |
| Belgia | Disney Channel Belgium         | 6 ianuarie 2020    | 21 decembrie 2020 | Bia    |
| Țările de Jos | Disney Channel Netherlands     | 6 ianuarie 2020    | 2 noiembrie 2020  | Bia    |